# Bernhard Bischoff
Bernhard Bischoff (Altendorf, 20 dicembre 1906 – Monaco di Baviera, 17 settembre 1991) è stato un paleografo, filologo e storico tedesco.

## Biografia
I suoi genitori erano l'agricoltore statale Emil Bischoff e Charlotte von Gersdorff, che morì durante la nascita del loro figlio. Fu allevato nello spirito del pietismo protestante prussiano.
Dopo aver conseguito il dottorato all'Università di Monaco nel 1933, Bischoff fu assunto dal paleografo americano Elias Avery Lowe come assistente per il catalogo Codices Latini Antiquiores. Ha lavorato a questo progetto, che doveva coprire tutti i manoscritti latini scritti prima dell'anno 800 d.C., fino al suo completamento nel 1972. Nel 1943, Bischoff completò la sua abilitazione con una tesi su "L'educazione latina dei popoli celtici nell'alto medioevo". Nel 1947 Bischoff divenne Privatdozent a Monaco di Baviera, nel 1953 assunse la cattedra del suo insegnante e supervisore del dottorato Paul Lehmann in filologia latina del Medioevo, che tenne fino al suo pensionamento nel 1974. Qui continuò a lavorare nella tradizione del suo predecessore Ludwig Traube.
Nel 1953 Bischoff fu eletto alla direzione centrale dei Monumenta Germaniae Historica (MGH). Negli ultimi anni della sua vita, concentrò il suo lavoro su un catalogo dei circa 7000 manoscritti continentali del IX secolo, che fu pubblicato postumo dall'Accademia Bavarese delle Scienze (vedi sotto nella sezione Scritti). Bischoff è stato in grado di ottenere risultati importanti  nel campo della paleografia latina. Le sue competenze risiedono soprattutto nella determinazione delle origini cronologiche e locali dei manoscritti medievali, come quello del Bamberger Kodex (Lorscher Arzneibuch) dell'VIII secolo. Nella sua vita di studioso ha risposto prontamente e con precisione a migliaia di domande provenienti da tutto il mondo. La bibliografia di Bischoff comprende circa 240 titoli.
Bischoff è stato insignito di quattro lauree honoris causa. Ha ricevuto una laurea honoris causa presso l'Università di Dublino nel 1962, quella dell'Università di Oxford nel 1963 e quella dell'Università degli Studi di Milano. È stato membro dell'Accademia bavarese delle scienze (dal 1956), della Royal Irish Academy (dal 1957), della Medieval Academy of America, della British Academy (dal 1960), dell'Istituto archeologico germanico (dal 1962), dell'American Academy of Arts and Sciences (dal 1968), dell'Académie des Inscriptions et Belles-Lettres (dal 1973) e dal 1989 dell'American Philosophical Society. Fu anche membro dell'ordine Pour le Mérite per le scienze e le arti e titolare di altri ordini. È stato insignito della Gran Croce Federale al Merito con Stella (1987).
Bischoff era sposato con Hanne Oehlerking dal 1935 e visse nell'ultima parte della sua vita a Planegg (Alta Baviera). Morì nel 1991 in un ospedale di Monaco a seguito di un incidente stradale.

## Scritti (selezione)
- Die südostdeutschen Schreibschulen und Bibliotheken in der Karolingerzeit, Teil I: Die bayrischen Diözesen. Leipzig 1940 (2. Auflage: Wiesbaden 1960, 3. Auflage: Wiesbaden 1974); Teil II: Die vorwiegend österreichischen Diözesen. Wiesbaden 1980.
- Mittelalterliche Studien. Ausgewählte Aufsätze zur Schriftkunde und Literaturgeschichte. 3 Bände, Hiersemann, Stuttgart 1966–1981.
- Katalog der festländischen Handschriften des neunten Jahrhunderts (mit Ausnahme der wisigotischen) (= Veröffentlichungen der Kommission für die Herausgabe der Mittelalterlichen Bibliothekskataloge Deutschlands und der Schweiz). Teil 1: Aachen – Lambach. Harrassowitz, Wiesbaden 1998, ISBN 3-447-03196-4.
- Katalog der festländischen Handschriften des neunten Jahrhunderts (mit Ausnahme der wisigotischen) (Veröffentlichungen der Kommission für die Herausgabe der Mittelalterlichen Bibliothekskataloge Deutschlands und der Schweiz). Aus dem Nachlaß herausgegeben von Birgit Ebersperger. Teil 2: Laon – Paderborn. Harrassowitz, Wiesbaden 2004, ISBN 3-447-04750-X. Teil 3: Padua-Zwickau. Harrassowitz, Wiesbaden 2014, ISBN 978-3-447-10056-4.
- Manuscripts and Libraries in the Age of Charlemagne. Übersetzt und hrsg. von Michael Gorman (= Cambridge Studies in Palaeography and Codicology. Band 1). Cambridge University Press, Cambridge 1994, ISBN 0-521-38346-3.
- Paläographie des römischen Altertums und des abendländischen Mittelalters (= Grundlagen der Germanistik. Band 24). Schmidt, Berlin 1979; 4., durchgesehene und erweiterte Auflage. ebenda 2009, ISBN 3-503-07914-9.
- Lorsch im Spiegel seiner Handschriften. Arben-Gesellschaft, München 1973 (= Münchener Beiträge zur Mediävistik und Renaissance-Forschung. Beiheft); erweiterter Wiederabdruck in: Friedrich Knöpp (Hrsg.): Die Reichsabtei Lorsch. Festschrift zum Gedenken an ihre Stiftung 764. 2 Bände. Darmstadt 1973–1977, hier: Band 2 (1977), S. 7–128. 2., erweiterte Auflage: Die Abtei Lorsch im Spiegel ihrer Handschriften (= Geschichtsblätter für den Kreis Bergstraße. Sonderband 10). Herausgegeben vom Heimat- und Kulturverein Lorsch mit Unterstützung der Stadt Lorsch und des Kreises Bergstraße Laurissa, Lorsch 1989.